# سکیاوی دی آبروتسو
سکیاوی دی آبروتسو (به ایتالیایی: Schiavi di Abruzzo) یک کومونه در ایتالیا است که در استان کییتی واقع شده‌است.

## خصوصیات
سکیاوی دی آبروتسو ۱۷٫۴ کیلومترمربع مساحت و ۱٬۲۶۵ نفر جمعیت دارد.